# ربودن قطار جعفر اکسپرس ۲۰۲۵
جعفر اکسپرس، یک قطار مسافربری پاکستانی است که از کویته به پیشاور در حال حرکت بود، در تاریخ ۱۱ مارس ۲۰۲۵ توسط ارتش آزادی‌بخش بلوچستان (BLA) ربوده شد. مهاجمان با انفجار مواد منفجره در تونل‌ها و بر روی ریل‌های قطار، حرکت آن را متوقف کردند و در یک منطقه کوهستانی که ورود نیروهای امنیتی به آن دشوار بود، به سمت قطار آتش گشودند. این سازمان یک مهلت ۴۸ ساعته برای آزادی زندانیان سیاسی بلوچ تعیین نمود و تهدید کردند که در صورت عدم تحقق این خواسته، گروگان‌ها کشته خواهند شد، هرچند که برخی از گروگان‌ها را آزاد کردند. به دنبال این حادثه، راه‌آهن پاکستان به‌طور موقت عملیات قطارها بین بلوچستان و استان‌های پنجاب و سند را متوقف کرد.
از ۱۱ تا ۱۲ مارس، نیروهای مسلح پاکستان عملیاتی به نام «عملیات سبز بولان» را برای حمله به قطار ربوده‌شده چندین بار انجام دادند که در نهایت ۳۵۴ گروگان را آزاد کرده و ۳۳ شورشی BLA را کشتند. به گفته مقامات پاکستانی، حداقل ۶۴ نفر، از جمله ۱۸ سرباز و ۳۳ مهاجم، در این حمله کشته و ۳۸ نفر دیگر زخمی شدند. BLA تأکید کرد که درگیری ادامه دارد و آنها صدها گروگان را اعدام کرده‌اند که با اظهارات مقامات پاکستانی در تضاد است.
در واکنش به این شورش، احزاب سیاسی پاکستان به اتفاق آرا در جلسه‌ای از مجلس ملی قطعنامه‌ای را برای محکومیت آن تصویب کردند. شهباز شریف، نخست‌وزیر پاکستان، این حمله را به عنوان «اقدامی بزدلانه» محکوم کرد و به خانواده‌های قربانیان تسلیت گفت و پس از حل بحران، اعلام کرد که اعضای BLA به «جهنم فرستاده شده‌اند». حمله به غیرنظامیان توسط BLA به‌طور جهانی توسط شخصیت‌های مختلف بین‌المللی محکوم شد که حمایت خود را از پاکستان در برابر تروریسم ابراز کردند. افغانستان و هند، که به‌طور تاریخی متهم به کمک به BLA پاکستان بوده‌اند، هر دو ادعای دخالت در این حمله را رد کردند. پس از این حمله، راه‌آهن پاکستان برنامه‌هایی را برای افزایش نیروهای گشت در سیستم‌های ریلی مختلف کشور و بازرسی دقیق‌تر از مسافران و وسایل نقلیه به منظور جلوگیری از حملات مشابه اجرا کرد.